# Potomida littoralis
Potomida littoralis es una especie de náyade. Se distribuye por la mayoría de los ríos de la península ibérica, tanto en su vertiente mediterránea como atlántica, además de los ríos del sur de Francia. Existen citas de la especie en otros lugares, como el norte de África, el levante mediterráneo o Grecia, aunque probablemente sean identificaciones erróneas de otras especies.

## Ciclo vital
Al igual que otras náyades, Potomida littoralis experimenta un estado larvario, llamado gloquidio, en el que infecta las branquias de un pez hospedador. Tras esta fase se produce una metamorfosis y comienza la fase juvenil de vida libre.
En la península ibérica las especies que pueden actuar de hospedadores para sus gloquidios son los barbos, aunque quizá podrían ser también las bogas. 